# ボッチャ
ボッチャ（伊: boccia [ˈbɒtʃə] BOTCH-ə）は、ボッチー（伊: bocce、ボッチェ）から派生した障害者スポーツの一つである。当初は脳性麻痺などにより運動能力に障害がある競技者向けに考案されたが、現在は運動能力に影響を与える他の重度の障害を持つ選手もプレーする球技。
2013年に設立された国際ボッチャ競技連盟（略称BISFed：英語: Boccia International Sports Federation）が統括しており、オリンピックに対応する競技が無い種目の1つでもある。。

## 概要
競技名のボッチャとは、元々イタリア語で「ボール」を意味する単語から来ている。競技名「ボッチャ」の元々の意味に関しては、同じくイタリア語で、他に「木の球」や「球を投げたり転がしたりする」と紹介するメディアも存在する。
赤または青の皮製ボールを投げ、「ジャックボール」と呼ばれる白い目標球にどれだけ近づけられるかを競う競技である。パラリンピックの公式種目となっており、2023年時点で国際競技連盟に登録する代表団体は、全世界79の国と地域に本拠を置く。
競技は個人、ペアまたは3人1組のチームで行い、男女の区別はない。パラリンピックなどの国際大会ではBC1〜BC4のクラスに分かれて行われる。このほか、これらに該当しない者の、車椅子と立位のオープンクラスも日本独自で設定されている。
ルールが氷上で行われるカーリングと似ているところから「地上のカーリング」、または「床の上のカーリング」とも称されている。

## 歴史
ボッチャの元となったボッチーはヨーロッパが発祥とされ、ペタンクやローン・ボウリングから発展したとされる。ただし、類似のゲームは世界各地に存在し、正確な起源ははっきりしない。
パラリンピックでは、1984年のニューヨーク・ストークマンデビル大会にて公開競技として採り上げられ、1988年のソウル大会より正式競技として採用されている。
世界の競技組織は2020年時点で75件が国や地域の代表として国際的組織に登録した。

### 日本における歴史
ボッチャが日本に取り入れられたのはレクリエーション的用途であり、千葉県立桜が丘養護学校教員だった古賀稔啓がヨーロッパでの脳性麻痺患者の国際大会出席時にボッチャと出会い、授業に取り入れようと持ち帰ったのが最初と言われている。その後の1997年に日本ボッチャ協会が設立されて国際ルール
を紹介し、全国的に広まっていくこととなった。2015年4月に法人化し、「一般社団法人日本ボッチャ協会」としてIPC（国際パラリンピック委員）の管轄下の国際ボッチャ競技連盟に認可された。
2016年からは、日本ボッチャ協会の主催による学校対抗の全国大会「ボッチャ甲子園」が開催され、第3回以降は「全国ボッチャ選抜甲子園」の名称となり、2021年はオンラインで開催した。
2016年8月には日本代表チームの愛称が「火ノ玉JAPAN」に決まり、同年のリオデジャネイロパラリンピックの団体BC1/2で銀メダルを獲得した。これがきっかけで日本での認知度が上がり、企業の社員研修で採用されるなど障がい者に限らず日本人がボッチャに触れる機会が増加してきている。
2021年の東京パラリンピックでは、個人BC2クラスで杉村英孝が日本初のパラリンピック金メダルを獲得し、ペアBC3クラスでは河本圭亮・高橋和樹・田中恵子が銀メダルを、団体BC1/2クラスでは杉村英孝・中村拓海・廣瀬隆喜・藤井友里子が銅メダルを獲得した。投球者に関してスポーツ科学の取り組みが報告された。

## ルール

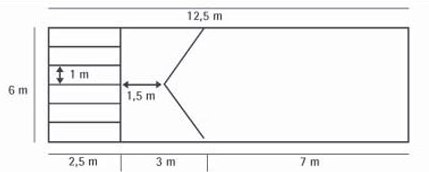
コート

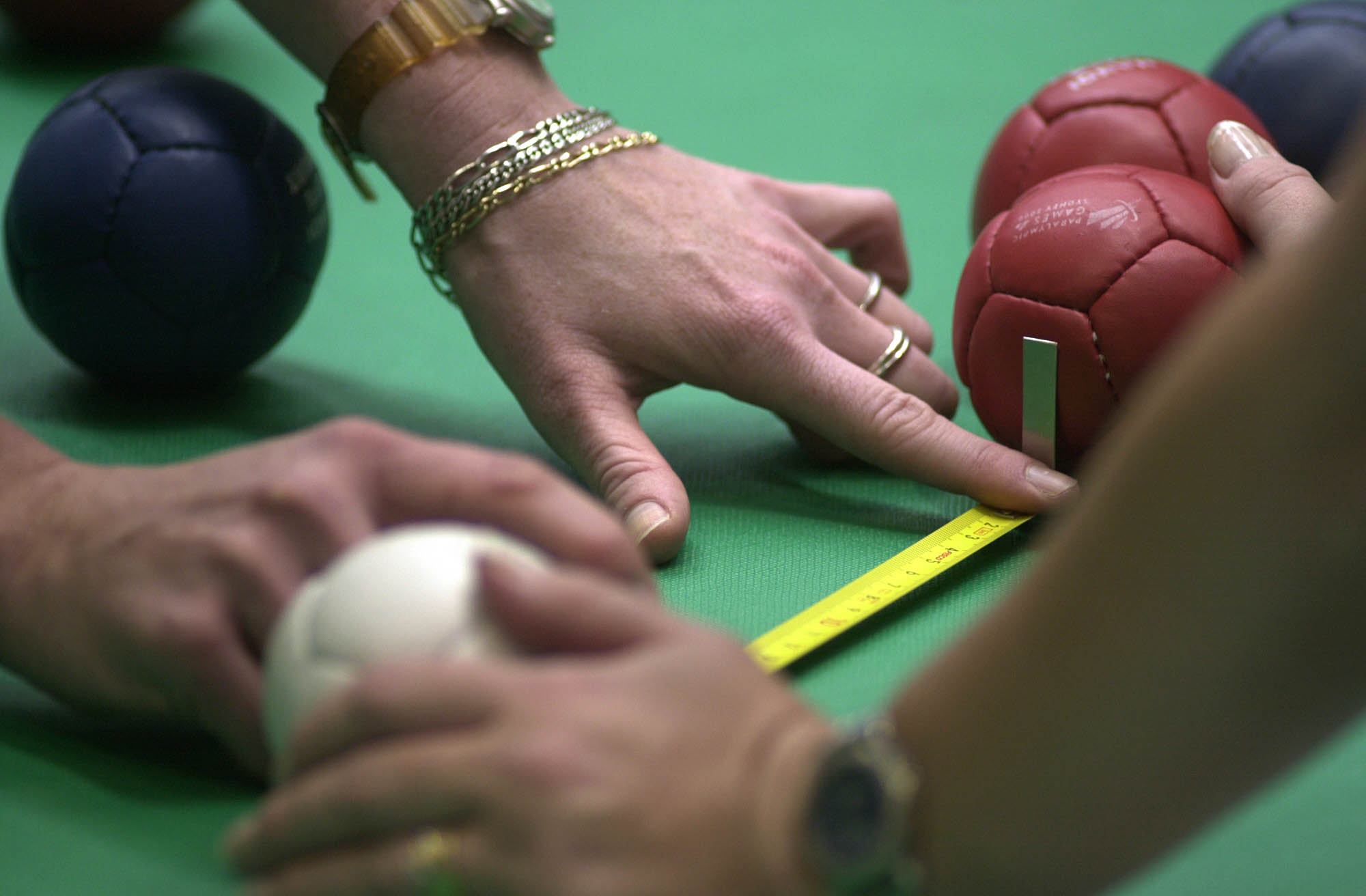
ボール（距離の測定）

ゲームの目的は、赤または青の皮巻きのボールを投げ、ジャック（jack）と呼ばれる白い的球にどれだけ近づけられるかを競うことである。赤ボールチームが先攻であり、コイントスでどちらを選ぶか決める。
長さ12.5m、幅6mのコートを用いてゲームの始めに的球を投げる。的球は、コートにV字型に引かれたジャックボールラインを越えなければならず、両サイドが交互に持ち時間以内に投球し、的球がコート内の有効エリアに収まるまで繰り返す。

### 競技クラス

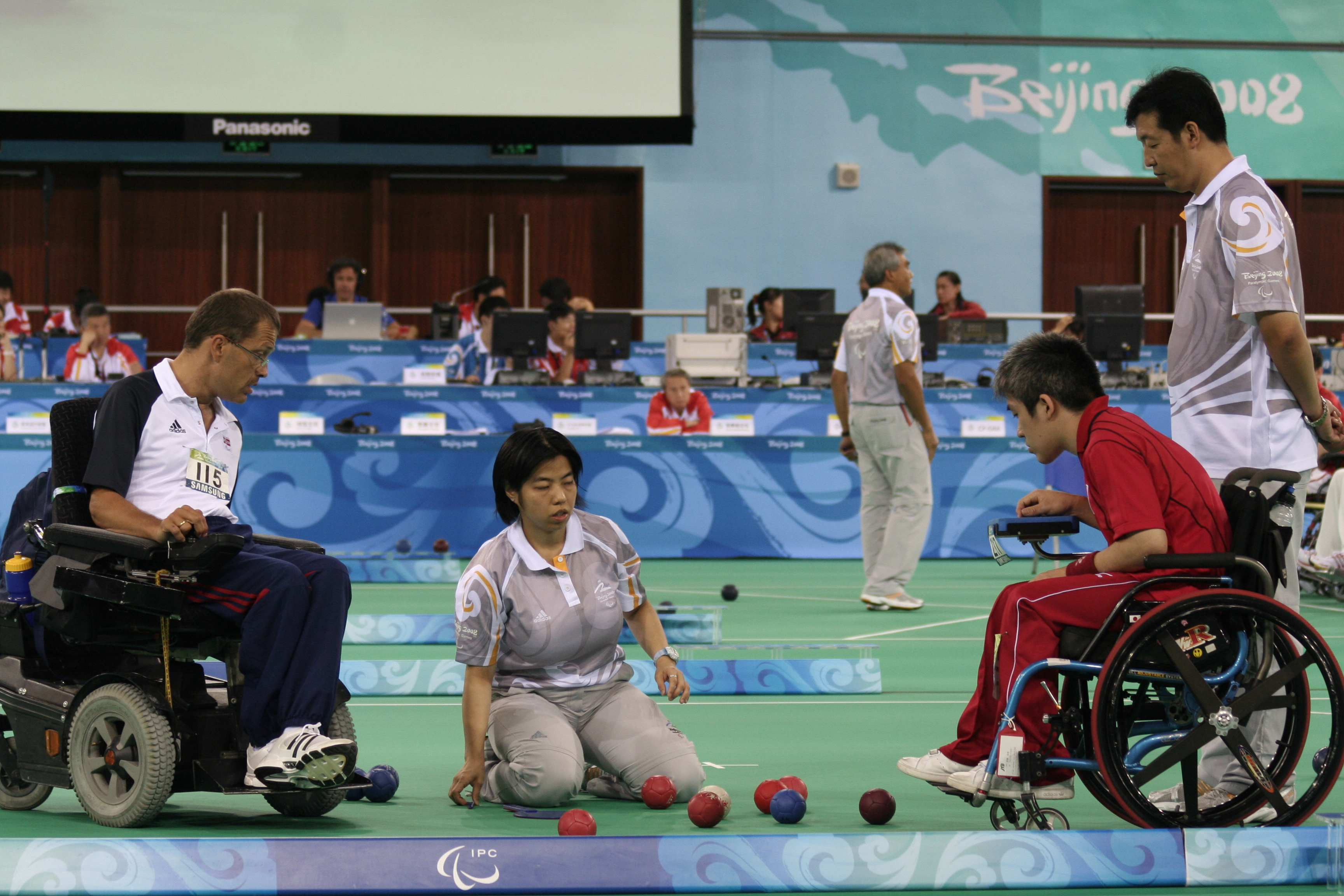
赤の廣瀬隆喜日本代表と青・白のノルウェー代表のロジャー・アーダレンの対戦（2008年北京パラリンピックのボッチャ競技）

国内または世界レベルでボッチャの公式試合に出場する資格には審査がある。選手候補は脳性麻痺、筋ジストロフィーもしくは外傷性脳損傷同様の影響を与える神経疾患に起因する障がいを得て車椅子を利用していることと規定される。身体機能ごとに競技クラス（後述）の割り当てを受けるには、検査を受けて障がい度の診断書を添えて国・地域別の連盟に選手資格を申請する。
競技クラスは次の4つに分かれる。
- BC1 – 手または足で投球する。介助者は競技者のプレイボックスの外にいて、競技用車椅子を安定させたり位置の調整、競技者の指示に応じてボールを渡したりする。
- BC2 – ボールを手で投球する。介助者はつかない。
- BC3 – 四肢すべての運動機能障がいは非常に重度。腕は動かせるが可動範囲が限定され、ボールを掴んだり放したりする動作が持続できない。スロープなどの補助器具を使用可能。介助者がつく場合はコートに背を向け、競技の盤面を見てはいけない[25]。
- BC4 – 四肢すべての運動機能障がいは重度、体幹の制御も不十分。コートに自力で投球する工夫ができる。介助者はつかない。

### 持ち時間
試合では、競技部門ごとにエンドの制限時間がある。持ち時間は以下の通り。

- 個人戦BC1：5分間／1エンド
- 個人戦BC2：4分間／1エンド
- 個人戦BC3：6分間／1エンド
- 個人戦BC4：4分間／1エンド
- 個人OP座位：4分間／1エンド
- 個人OP立位：4分間／1エンド
- チーム戦：1チームあたり6分間／1エンド
- ペア戦BC3：1ペアあたり7分間／1エンド
- ペア戦BC4：1ペアあたり5分間／1エンド
—日本ボッチャ協会『競技規則 2021–2024 v.2.1』
続いて1巡目の投球は的球を投げた側の先行、次に相手側の順で的玉に向けてボールを転がす。2巡目以降ボールが尽きるまでの投球は、的球に遠いボールを投げたサイドが相手チームよりも近いボールを投げられるまで連続して投球を行う。
各ラウンドの終了、すなわち「エンド」の度に審判は的球と投げられたボールとの間の距離を測定し、そのエンドで負けた側の最も的球に近いボールよりもさらに的球に近いボールに各1点が与えられる。ゲーム終了後に高得点を上げたチームまたは競技者が勝ちとなる。
エンドの数及び各エンドで使用するボールの数は種目によって異なる。個人対抗戦はエンドは4、使用するボールは6球6投である。一方、ペア対抗戦ではエンドは4、使用するボールは各ペア6球ずつで、1人当たり1エンドに3投できる。チーム対抗戦ではエンドは6、ボールは1チーム6球で1人当たり1エンドに2投となる。

## 大会結果
娯楽としてボッチャを楽しむ人々向けの施設や、生涯学習に取り入れる地域の自治体もあれば、競技選手としてトレーニングをする人々もいる。競技会は選手の出身地や地域、国内、国際試合があり、世界大会の日程は夏季パラリンピック競技大会に焦点を合わせて4年単位で進む。1年目に世界を地理にしたがって分けた複数の選手権が開かれる。勝ち上がった選手は2年目の世界選手権に出場すると、さらに絞り込まれて3年目のワールドカップに、そして4年目に集大成のパラリンピックに送り出される。
これまでを回顧すると、2007年ボッチャ・ワールドカップは2007年5月9日から19日までカナダのブリティッシュコロンビア州バンクーバーで開かれ、24の国と地域から179人の選手が集まって国際ランキング獲得の最後のチャンスを競った。北京開催の2008年夏季パラリンピックに向けたクラス分けも確定。翌年のパラリンピックは会期が9月7日から同17日にわたり、ボッチャの参加選手88名は19の旗を代表し、同率1位のブラジルと韓国がそれぞれ金メダル2個、銅メダル1個を得て閉幕した。
世界ボッチャ2010年選手権は個人部門に36の国と地域の選手が参加し、団体戦は28の側を数えた。その当時、ヨーロッパ優位の時代からBC4クラスではブラジル、BC3クラスは韓国のリードが伸びて世界の競争へと移行した。イギリス主導だった混合チームは韓国優位に移りはじめており、強豪国として鳴らしたスペインとポルトガルも排除できない存在感を示した。

## 用具

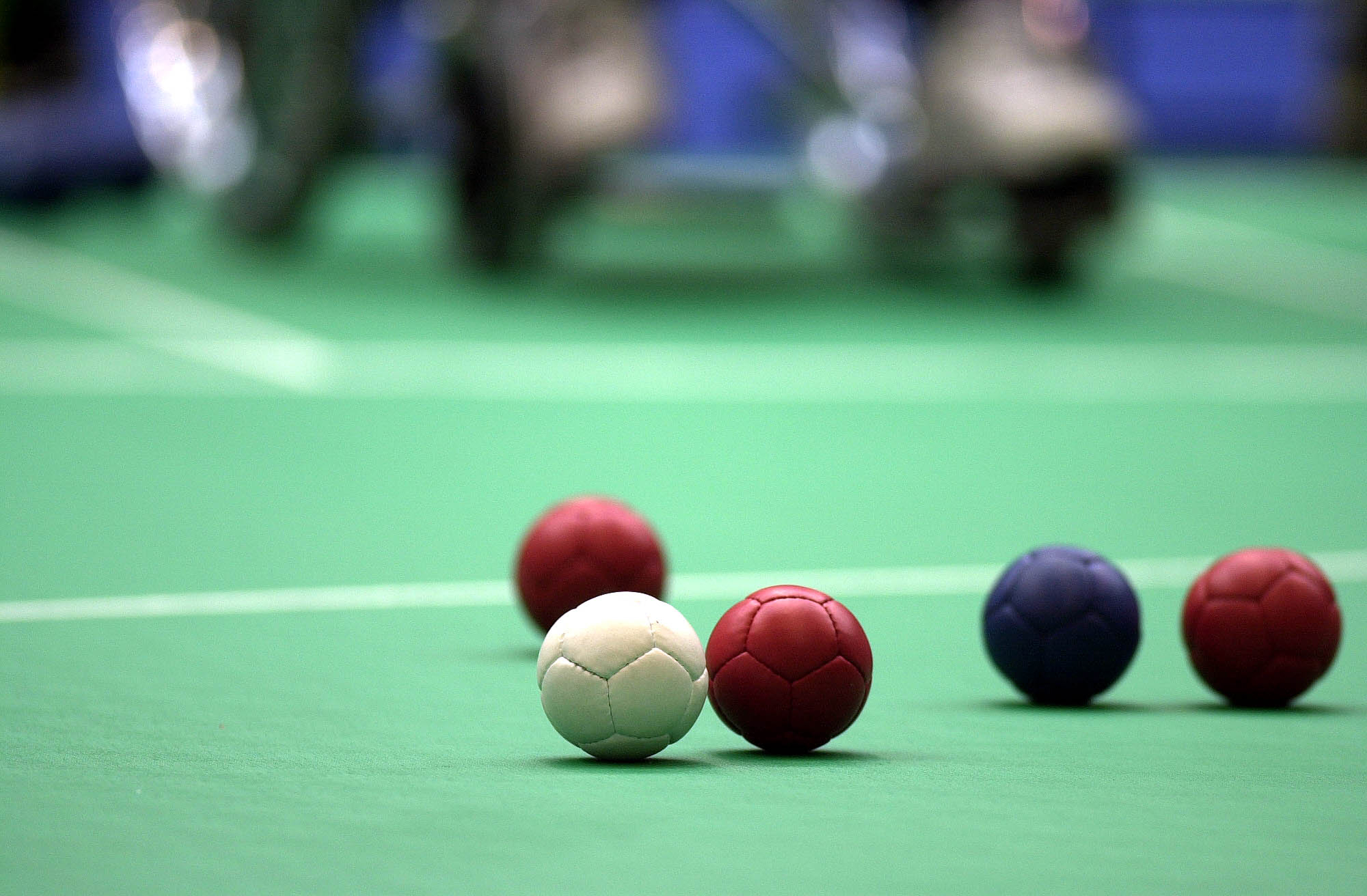
ボール

身体補助具に加えて以下の用具が開発された。

### ボール
ボッチャで使われるボールは、中は硬質の素材だが表面は柔らかな素材で包まれており、表面が少々つまめるほど柔らかく、あまり転がらず弾まない。

### 補助具

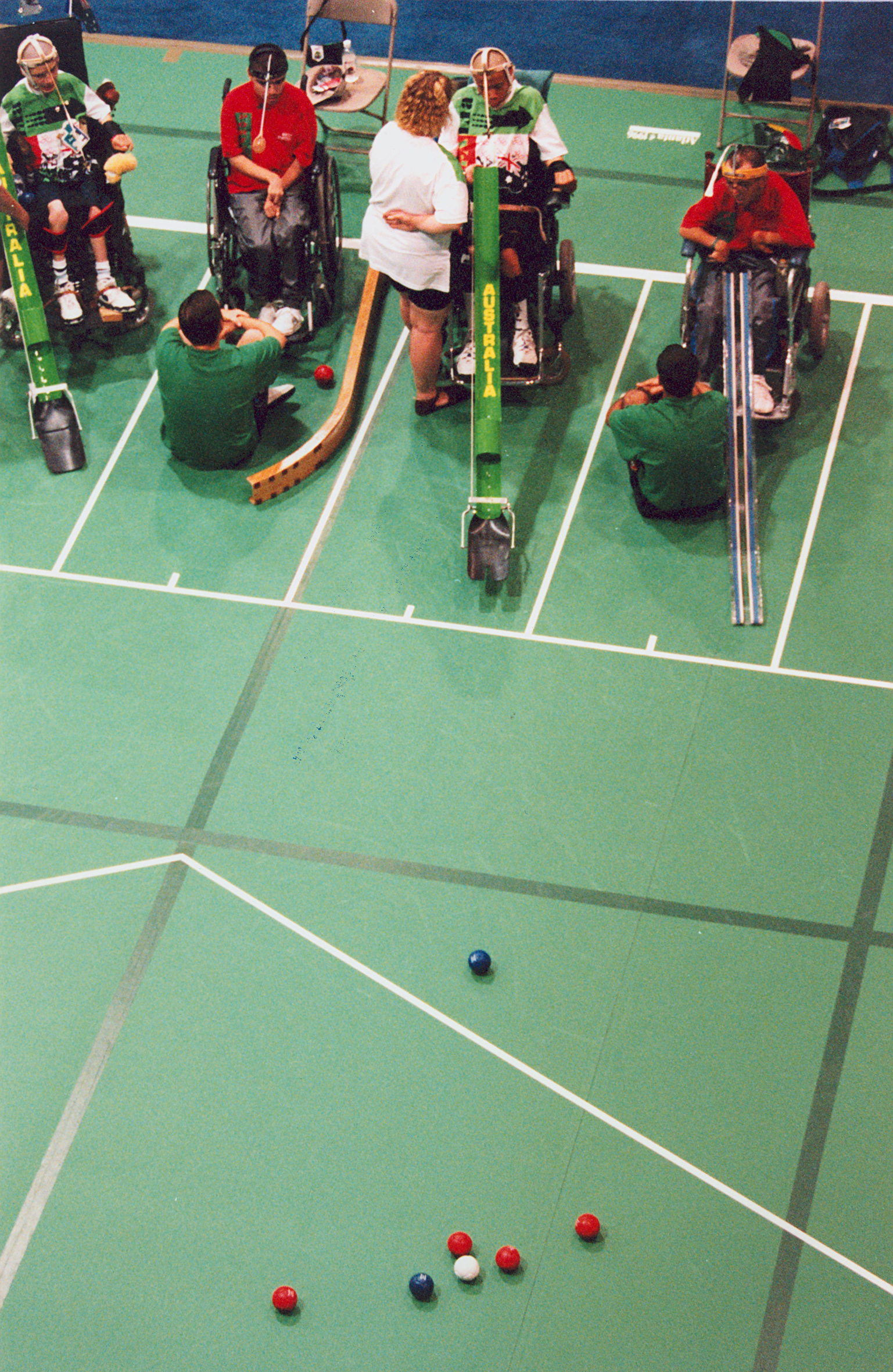
上からみた競技風景。ヘッドポインタを頭に付けた競技者の前にはランプ（勾配具）が据えてある。

障害によりボールを直接投げることができなくても、ランプ（勾配具）やヘッドポインタなどの補助具を用いての競技参加も可能である。
また、それらが困難な場合であっても意思伝達が可能であれば、介助者による補助具や車椅子移動の補助は許され、不正防止のためコートの盤面を見るのはNGである。それらを用いて狙いをつけ投球すると、競技への参加ができる。ただし、競技においては意思を伝える時間に制限がある。脳性麻痺患者には言語障害が存在する場合があるものの、この時間制限は緩和されない。

#### ランプ
ランプ（勾配具）とは、樋（とい）のようにボールを回転させて一方向に進めるスロープのことで、介助者がその方向を変えてボールを打ち出す方向を調整する。球体を勾配のある場所に置けば、重力によって勝手に転がってゆく原理を応用し、ボールを打ち出す補助装置である。選手の膝の上で使用するものや、自立式のものなど、様々なタイプが存在する。またボールを転がす距離の長短も調整可能。スロープ上に置くボールの初期位置（地面からの高さ）を動かし、ランプから転がり出た時のボールの速度を変える。

#### ヘッドポインタ
ヘッドポインタとは、ヘッドバンドに棒を取り付け、ランプ上のボールを制御する器具。脳性麻痺であっても、首から上は比較的自由に動かせる場合があり、これを使用して競技する。

## 派生競技
- サイバーボッチャ®︎ - 一般社団法人超人スポーツ協会が統括する[34]。デジタル技術を駆使してボッチャの体験を拡張、計測したデータを組み合わせて採点を見える化した競技。
- ボッチャ360 - ボッチャを簡潔にした競技。円形のボッチャシートを的としてそこへ球を投げる競技[35][36]。的は真ん中から同心円状にわけ、それぞれ50、40、30、20、10点を獲得できる。
- スクエアボッチャ - 京都市障害者スポーツセンター考案 [37] 。縦横9mの正方形のコートを囲み、１辺１チームずつ４チームが対戦する競技[38]。ジャックボール有効エリアは縦横５mずつ、投球エリアから有効エリアまでの幅２mは無効エリアとする。